# Dinastia de Davi
A Casa de Davi ou Dinastia de Davi foi a casa real que governou o Reino Unido de Israel e, após a divisão, o Reino de Judá entre anos 1030 a.C. e 607 a.C. ou 586 a.C. de acordo com algumas fontes.

## Origem
A Casa de Davi se originou em Davi filho de Jessé.

### Davi
Davi viveu por volta de 1000 a.C., e foi o terceiro rei de Israel, sucedendo a Isboset, filho do rei Saul. Sua história é relatada em detalhes em I Samuel 16:11 e II Samuel 1:1. Foi um rei popular e o personagem do Antigo Testamento que mais vezes é mencionado na Bíblia. Caçula, ele foi o sétimo filho de Jessé, um habitante de Belém. O seu pai parece ter sido um homem de situação modesta. O nome da sua mãe não se encontra registrado, mas costuma-se atribuir a ela o nome de Nahash. Quanto à sua aparência, sabe-se apenas que tinha cabelos ruivos e formoso semblante. I Samuel 16:12
Na narrativa bíblica, ele é descrito inicialmente como apascentador de ovelhas e tocador de harpa na corte do rei Saul, mas ganha notoriedade ao matar em combate o gigante guerreiro filisteu Golias, ganhando o direito de se casar com uma das filhas do rei. Depois da morte de Saul, Davi governou a tribo de Judá, enquanto o filho de Saul, Isboset, governou o resto de Israel. Com a morte de Isboset, Davi foi proclamado rei das doze tribos de Israel e seu reinado marcou uma mudança na realidade do povo hebreu: de uma confederação de tribos, transformou-se em uma nação solidamente estabelecida. Ele transferiu a capital de Hebron para Jerusalém, e tornou-a o centro religioso dos israelitas, trazendo a Arca da Aliança.
Expandiu os territórios sobre os quais governou e trouxe prosperidade a Israel. Seus últimos anos foram abalados por rebeliões lideradas por seus filhos e rivalidades familiares na corte.
Deus concedeu, de acordo com a Bíblia, que a monarquia israelita e judaica viria da sua linha de descendentes. O Judaísmo ortodoxo acredita que o Ungido será um descendente do Rei Davi. O Novo Testamento qualifica Jesus como seu legítimo descendente (Mateus 1), quer por uma descendência legal – era filho adotivo de José, o Carpinteiro, da tribo de Davi – quer por descendência sanguínea, já que era filho de Maria (Lucas 2) que, assim como o marido, fora recensear-se em Belém, terra de seu ancestral.
O profeta Samuel o ungiu ainda durante o reinado de Saul, causando ciúmes neste. Por isto, Davi viveu, até à morte de Saul, como fugitivo e exilado.
Capturou Jerusalém dos jebuseus, tornando-a capital do reino de Israel.
A Davi atribuem-se diversos salmos da Bíblia (cerca de 73). Muitos salmos são historicamente datados após a morte de Davi.
Davi teve dezoito filhos: Amnon, Quileabe, Absalão, Adonias, Sefatias, Itreão, sendo estes nascidos em Hebrom.(II Samuel 3:2-5) Em Jerusalém, nasceram-lhe os filhos: Samua, Sobabe, Natã, Salomão, Ibar, Elisua, Nefegue, Jafia, Elisama, Eliada, Elifelete (II Samuel 5:14-16) e Tamar.(II Samuel 13:1)

### História
No Primeiro Livro de Samuel, diz que a monarquia foi concedida à Casa de Davi por Deus.
Inicialmente, Davi reinava apenas sobre a tribo de Judá a partir de Hebrom, mas depois de sete anos e meio, as outras tribos israelitas também o aceitaram como seu rei, como relatado no Livro das Crônicas.
Reis subsequentes, primeiro no Reino Unido de Israel e depois no Reino de Judá, mantiveram sua ascendência direta do rei Davi para validar sua adesão ao trono.
Após a morte do rei Salomão, as dez tribos do norte do reino de Israel rejeitaram a linhagem davídica ao não aceitarem Roboão, filho de Salomão, como seu rei, escolhendo Jeroboão em seu lugar, formando assim o reino do norte de Israel. Assim, somente o reino de Judá, formado pelas tribos de Judá e Benjamim, permaneceu sob o controle da Casa de Davi. Estes seriam finalmente conquistados por Nabucodonosor II, que os expulsou de seu território no que é conhecido como o cativeiro babilônico.

### O exílio
Após a conquista de Judá por Nabucodonosor II, a maior parte de sua população foi deportada para a Mesopotâmia, dando origem ao cativeiro da Babilônia. Lá, a autoridade hebraica de maior hierarquia era a exilarca (em hebraico, Reish Galuta), que tinha que pertencer à linhagem de Davi. Algumas famílias judias deportadas fizeram parte desta dinastia, mantendo a prole de Davi viva. O titular da posição foi considerado como rei em espera.

## Lista de monarcas

### Reino de Israel
- Davi
- Salomão
- Roboão

### Reino de Judá
- Roboão
- Abias
- Asa
- Jeosafá
- Jeorão
- Acazias
- Jeoás
- Acabe
- Uzias
- Jotão
- Acaz
- Ezequias
- Manassés
- Amom
- Josias
- Jeoacaz
- Jeoaquim
- Joaquim
- Zedequias